# Balkantief Yvette
Das Sturmtief Yvette (auch Tamara) war ein Balkantief, das Mitte Mai 2014 zu schweren Überschwemmungen und heftigen Stürmen in Südosteuropa und Ostmitteleuropa führte. Es forderte wohl über 59 Todesopfer, großteils in Bosnien und Herzegowina, Kroatien und Serbien; hunderttausende Menschen wurden geschädigt. Die Regenmassen, die vom 14. bis zum 19. Mai 2014 fielen, waren die höchsten gemessenen Werte in den 120 Jahren seit Beginn der Wetteraufzeichnungen im Einzugsgebiet des Flusses Save. Die Kosten der Flut wurden auf bis zu 3,5 Mrd. Euro allein für Serbien und Bosnien-Herzegowina geschätzt.

## Meteorologie

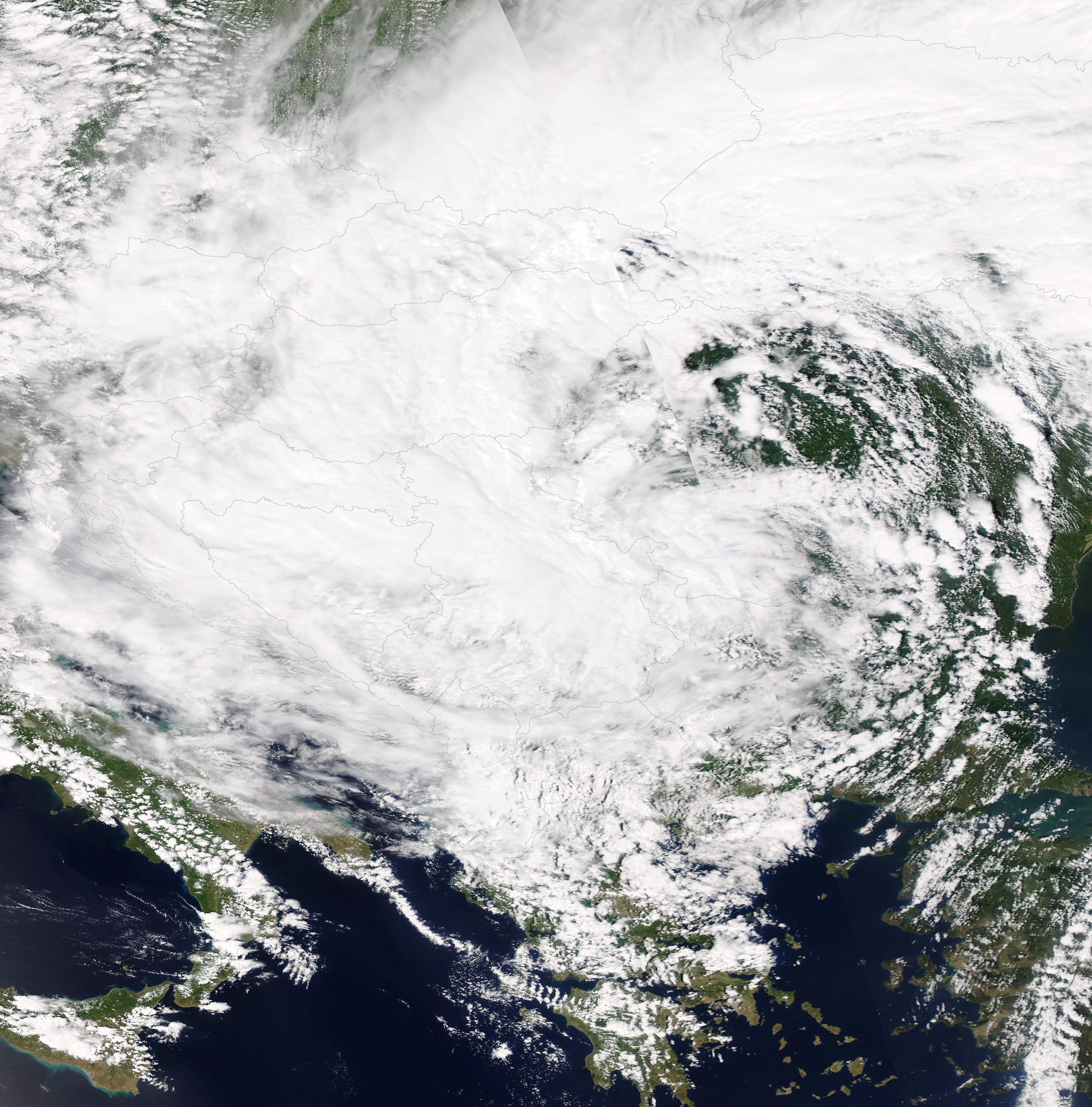
Satellitenbild des Tiefs Yvette am 15. Mai 2014

Am 11. Mai 2014 steuerte ein Tief Xena über Dänemark und Ostsee eine Kaltfront gegen die Alpen. Dieses sorgte – pünktlich zu den Eisheiligen – für einen Kälteeinbruch und Schnee bis auf etwa 1000 m im Alpenraum.
In Folge bildete sich über der oberen Adria eine Störung,
die sich Richtung Balkan verlagerte, und dort bis zum 14. Mai ein mächtiges Tief ausbildete, vom DWD Yvette, in Serbien Tamara genannt.
Dieses zog, Vb-Tief-untypisch, nur sehr langsam nordwärts weiter. Dadurch führte es, von einem Höhentiefkern begleitet, über dem zentralen Südosteuropa zu schwerem Dauerregen.
Im Raum Belgrad fielen vom 14. auf 15. Mai in 24 Stunden bis zu 120 Liter Regen je Quadratmeter (120 mm), in Nord- und Ostbosnien in 48 Stunden bis zu 180 Liter pro Quadratmeter, mehr als sonst in drei Monaten Betroffen waren auch Teile Kroatiens und Rumäniens.
An der Ostseite des Tiefs, im westlichen Schwarzmeergebiet, kam es besonders am 14. Mai auch zu heftigen Warmfront-Gewittern.
In der Folge erreichten die Starkregen auch den Alpenostrand und die östlichere Alpennordseite, etwa bis 16. Mai fielen 124 Liter in 24 Stunden in Lilienfeld, Niederösterreich. Die Schneefallgrenze sank im Alpenraum auf bis zu 800 m, wodurch dort Überflutungen durch frostgebundenen Niederschlag (in Höhenlagen stellenweise bis 1½ Meter) gemildert wurden. Im Laufe des 16. Mai verlagerten sich die Starkniederschläge auch in den Karpatenraum, wo örtlich ebenfalls bis 130 mm/24 h gemessen wurden.
Weil über Westeuropa ein mächtiges Hoch lag (Steffen)
kam es in den Außenbereichen des Tiefs zu starken Stürmen, die in Südpolen, Westungarn, Ostösterreich und Slowenien Böen über 100 km/h erreichten, in Höhenlagen Orkanstärke. So meldete der Hirschenstein (Günser Gebirge, 864 m) am 15. Mai abends 169 km/h, der Schöckl (Steirische Randalpen, 1443 m) 139 km/h, die Kredarica (Triglavhütte, Slowenien, 2515 m) am 16. Mai morgens bei −4° 130 km/h, der Plattensee (Ungarn) am 14. ebenfalls 130 km/h und meterhohen Seegang. Insgesamt blieben die Stürme aber weniger heftig als befürchtet; die Überschwemmungen waren das Hauptproblem.
Vb-Tiefs führen oft zu schweren Hochwässern der Donau. Weil Yvette aber sehr langsam flussaufwärts ziehend abregnete, konnten sich die Niederschläge im Einzugsgebiet nicht zu einem Flutberg kumulieren, und die Pegelstände der Donau blieben von Wien bis Rumänien im Rahmen.
| - Charakteristische Eisheilige im Zentraleuropa Temperaturanomalie (Abweichung vom langjährigen Mittel) 11.–17. Mai: bis 5 °C zu kalt (Höhenlagen der Alpen und mittlerer Donauraum) - Kumulativer Niederschlag (Regenmenge) 11.–17. Mai: bis 200 mm | - Regen-/Überflutungsgebiete primär im Save-Raum in Bosnien, Kroatien und Serbien - Hauptschadensgebiete in Bosnien-Herzegowina und Serbien … schwer betroffen … minder schwer betroffen (Katastrophenalarm in Bosnien) |
| Siehe auch: Karte mit allen Koordinaten: OSM \| WikiMap | |

### Abschätzung der Jährlichkeit
Schwere Starkregenereignisse am Balkan sind zu dieser Jahreszeit keine Seltenheit. In Serbien hatte es schon im späteren April (Balkantiefs Quendolin
und Rajni)
schwere Sturzfluten gegeben.
Auch kam es im Jahr zuvor genau zu derselben Zeit wie Yvette in Kroatien und Bosnien (Front eines Baltikumtiefs Yago) zu intensivem kurzem Starkregen. Die singulären Frühlings-Kalteinbrüche Mitteleuropas – Wende Mitt-/Spätfrühling im April, Eisheilige im Mai – führen häufig zu Regenereignissen in Südosteuropa. Die Kombination des Höhentiefs und der bodennahen Zyklone mit dessen langsamen Ziehen führte aber in ihrem Zentrum zu außergewöhnlich langanhaltenden schweren Regenfällen: Messwerte wie die im bosnischen Tuzla verzeichneten über 150 l/m² in 48 h waren die größten Regenmengen, die seit 1892, also 120 Jahren, erfasst wurden. Im Einzugsgebiet der Save war das Ereignis die schlimmste und höchste je verzeichnete Flut.
Die Stauniederschläge in den Ostalpen hingegen, charakteristische Folge einer Vb-Zugbahn, treten alle paar Jahre in dieser Intensität auf.

Eine Besonderheit waren jedoch die Windstärken – Nordoststürme im Alpen–Donau-Raum sind vergleichsweise selten.

## Verlauf und Folgen

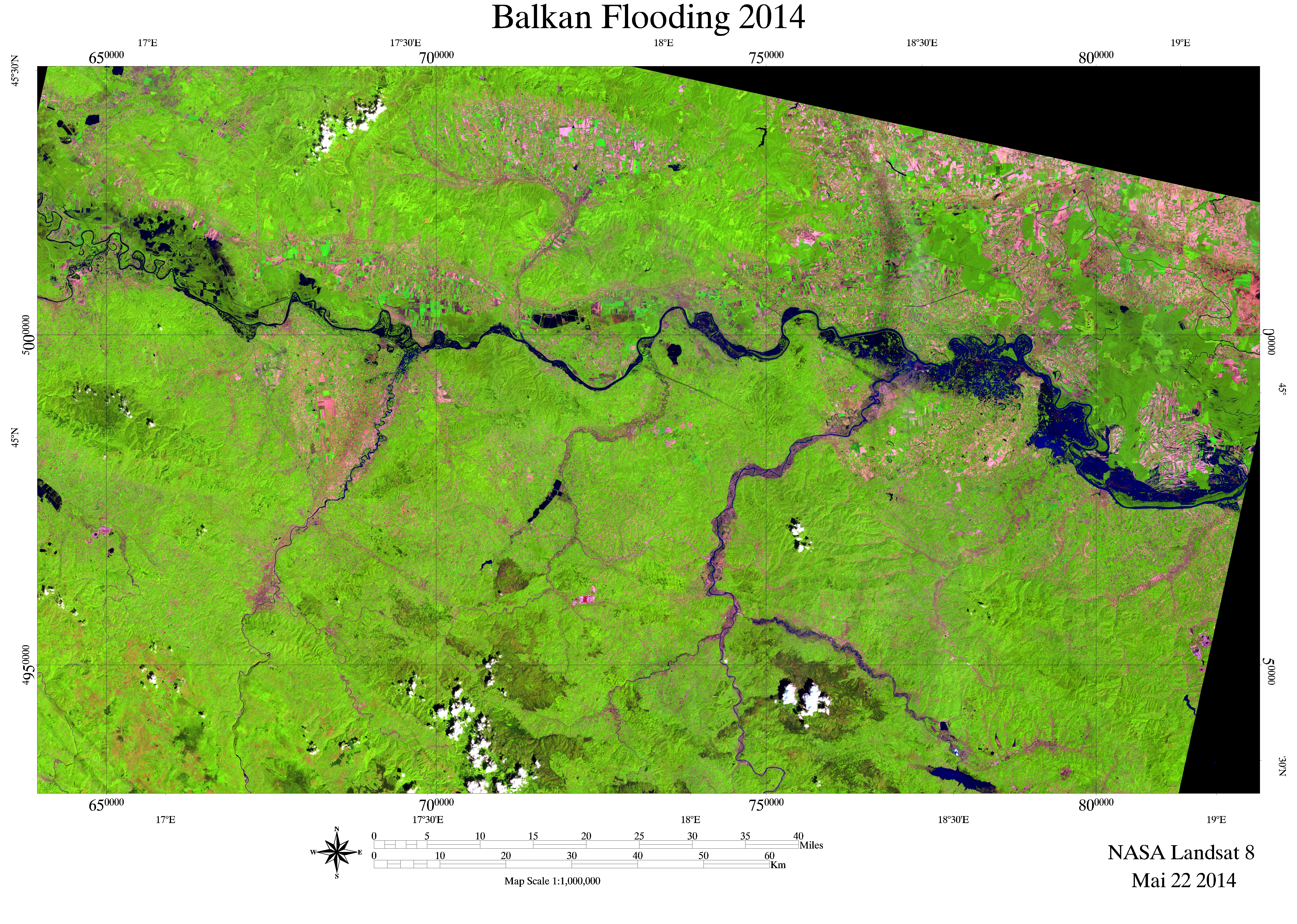
Überflutungen an der Save in Kroatien und Bosnien auf einer Landsat 8 Aufnahme vom 22. Mai 2014

Während im Osten Mitteleuropas durch die schnell durchziehenden lokalen Sturzfluten und die baulichen und organisatorischen Wasserschutzmaßnahmen der letzten Jahre die Situation relativ schnell in den Griff bekommen wurde, war die Lage am Balkan wesentlich dramatischer. Hier kam es auch zu zahlreichen schweren Erdrutschungen und an den Unterläufen der Flüsse in der Ebene zu umfangreichen länger stehenden Überflutungen. Auch die Seuchengefahr ist durch die folgende Heisswetterphase über Europa prekär.

### Bosnien und Herzegowina

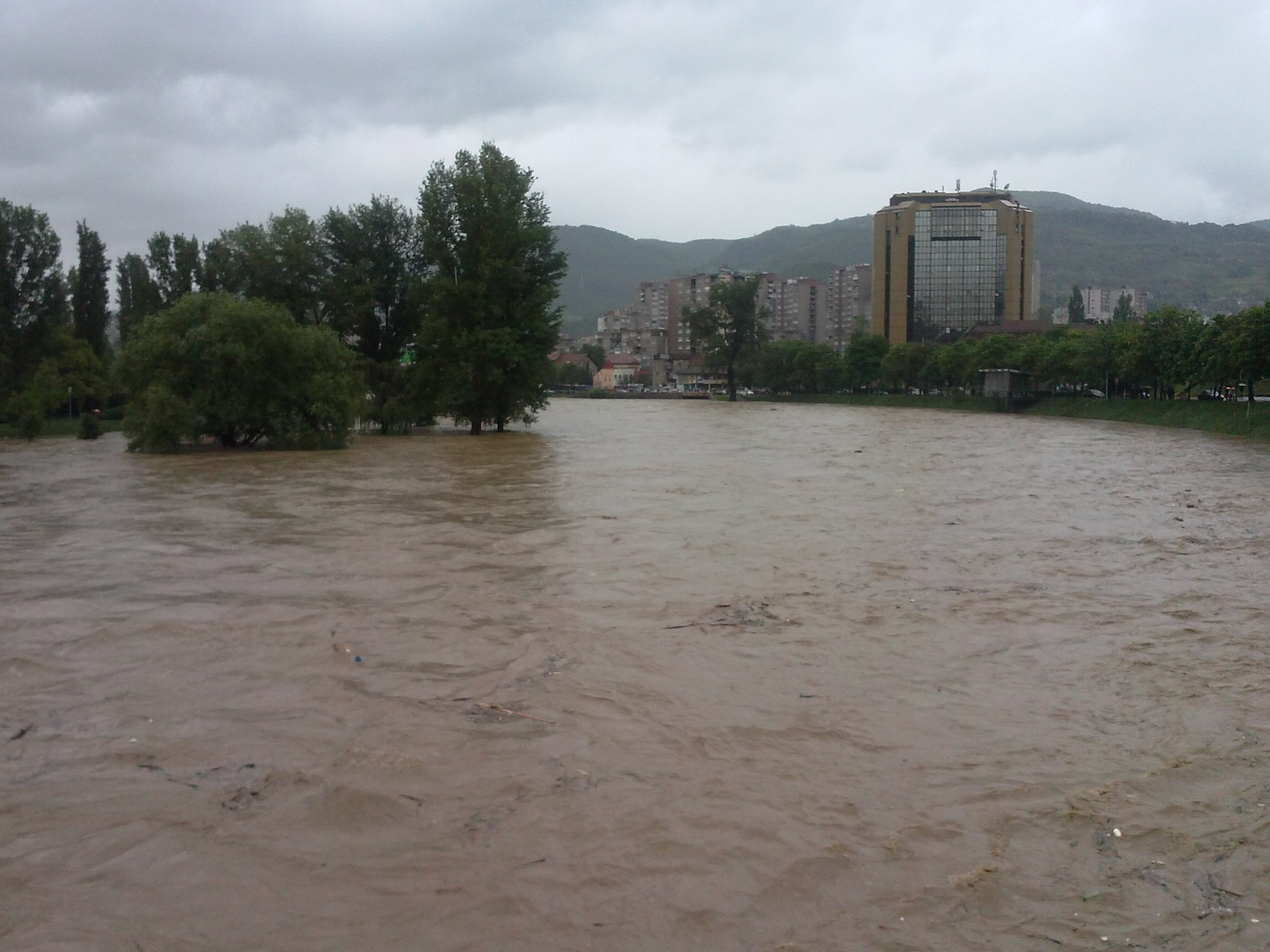
Bosna in Zenica BIH, 15. Mai

In Bosnien und Herzegowina trafen nach mehrtägigem Dauerregen ab 14. Mai die Wassermassen besonders die Flussgebiete Zentral-, Nord- und Ostbosniens.
Schwer getroffen von Überschwemmungen oder Schlammlawinen wurde die
Sava (etwa Brčko) mit
Sana (Prijedor, Ključ),
Vrbas (Banja Luka, Čelinac),
Ukrina (Derventa),
Bosna (Doboj, Maglaj, Zavidovići),
Drina (Bijeljina, Janja, Zvornik),
aber auch Orte wie Tuzla, Živinice, Vareš, Zenica, Travnik und Sarajevo, und zahlreiche weitere Orte.
Verkehrssperrungen, Strom- und Trinkwasserausfälle gab es in der ganzen Region. Im Bergland fiel ein halber Meter Schnee.
In Bosnien kamen wohl zwanzig Menschen ums Leben.
Für zahlreiche Regionen wurde der Katastrophenalarm ausgerufen.
Ein Viertel der Einwohner des Landes war nach dem Wochenende ohne Trinkwasser,
mehr als 100.000 Häuser zerstört oder schwer beschädigt,
insgesamt mussten wohl 700.000 bis 900.000 Menschen zumindest zeitweise ihre Häuser verlassen.
An über 2000 Stellen drohen Erdrutsche oder sind schon abgegangen.
Zahlreiche Länder entsendeten Hilfskräfte.
Für Bosnien-Herzegowina war die Lage bezüglich Wiederherstellung besonders problematisch, weil es anders als seine Nachbarländer weder EU-Mitglied noch Beitrittskandidat ist, und daher auch keine finanzielle Unterstützung aus dem EU-Solidaritätsfonds (EUSF) zu erwarten hat: Hier müsste auf diverse Strukturfonds-Mittel zurückgegriffen werden, die weniger schnell verfügbar sind.
Ein besonderes Problem waren auch die Landminen der Balkankriege: zahlreiche Markierungen von noch ungeräumten Gebieten wurden zerstört, ein Teil der Minen wurde durch Murgang und Hochwasser verfrachtet.

### Kroatien
Auch in Kroatien riefen mehrere Regionen wegen Hochwassers den Notstand aus.
In Vukovar-Srijem (Ostslawonien) zwischen Sava und Donau waren besonders Štitar, Bošnjaci, Drenovci, Vrbanja und Gunja betroffen.
In Folge waren die Zustände in der ganzen Gespanschaft Brod-Posavina entlang der Sava, um Slavonski Brod besonders kritisch.
In Rajeva Sela ertrank ein Mensch.

### Serbien

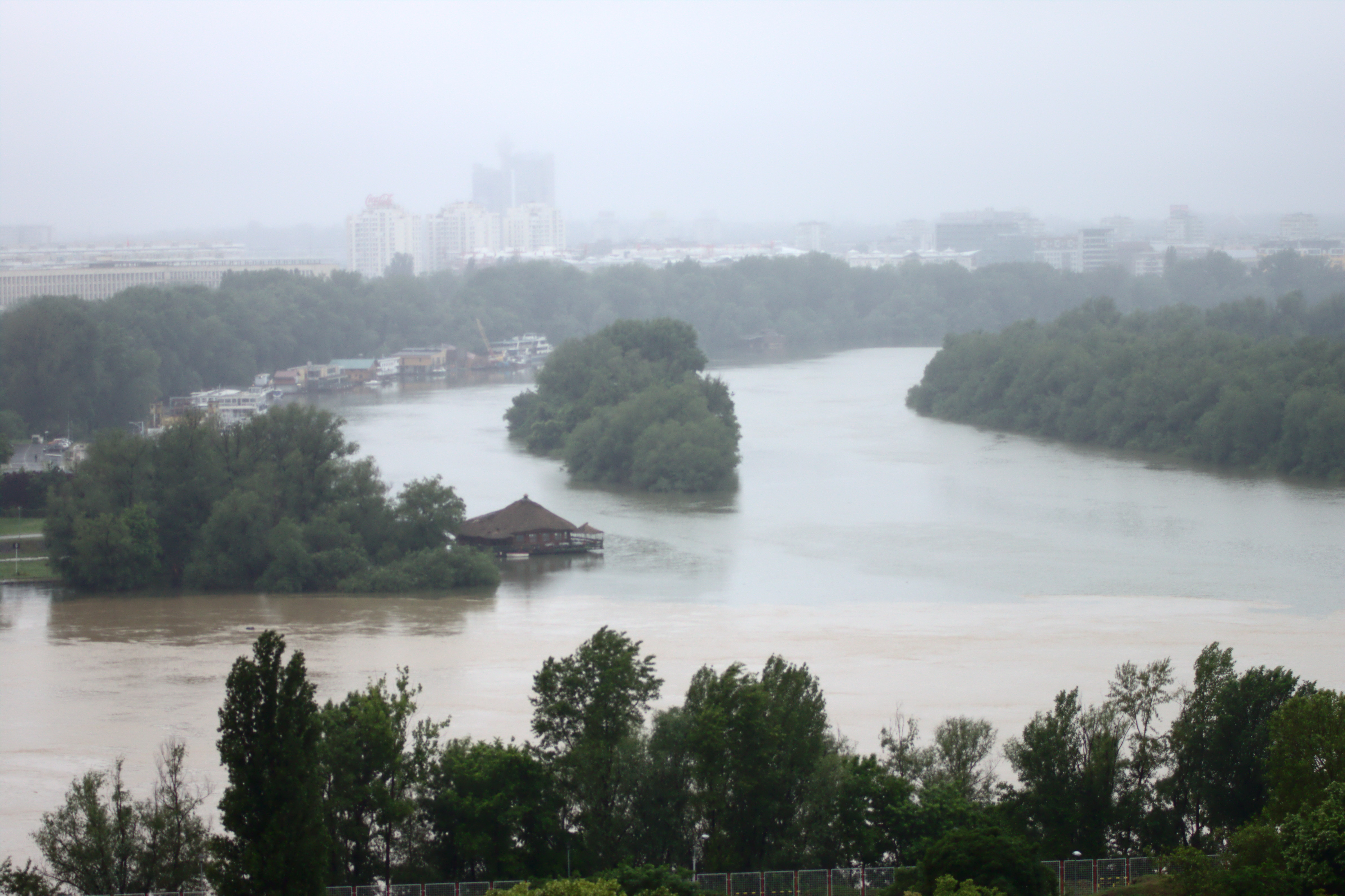
Donau–Save-Zusammenfluss in Belgrad am Morgen des 17. Mai

In Serbien kam es im Zentralraum zu umfangreichen Überflutungen nach Dauerregen. Zeitweise waren über 100.000 Haushalte ohne Strom. Alle wichtigen Verkehrsverbindungen in den Süden waren unterbrochen. Besonders kritisch war die Lage beispielsweise auch in Čačak, Valjevo, Kosjerić und Loznica in den Zentraldinariden und dann besonders in Obrenovac und Svilajnac nahe Belgrad. Rund um Belgrad mussten Zehntausende Menschen evakuiert werden, zahlreiche Orte waren auf Straßen nicht mehr erreichbar. Neben dem Sava-Gebiet hinaus war der Raum von Belgrad bis Kostolac und südlich in das Morava–Mlava-Gebiet betroffen.
In Serbien kam es zu mindestens 17 Todesopfern, davon alleine bisher 12 in Obrenovac.
Im ganzen Land wurde der Notstand ausgerufen, die EU-Kommission, Russland und andere Länder schon am 15. Mai um Hilfe ersucht. Am 17. Mai setzten sich über die EU angeforderte freiwilligen Mannschaften der österreichischen Feuerwehren aus den Bundesländern Salzburg, Oberösterreich und Kärnten in Bewegung. Auch aus Kroatien treffen Mannschaften im Katastrophengebiet ein.

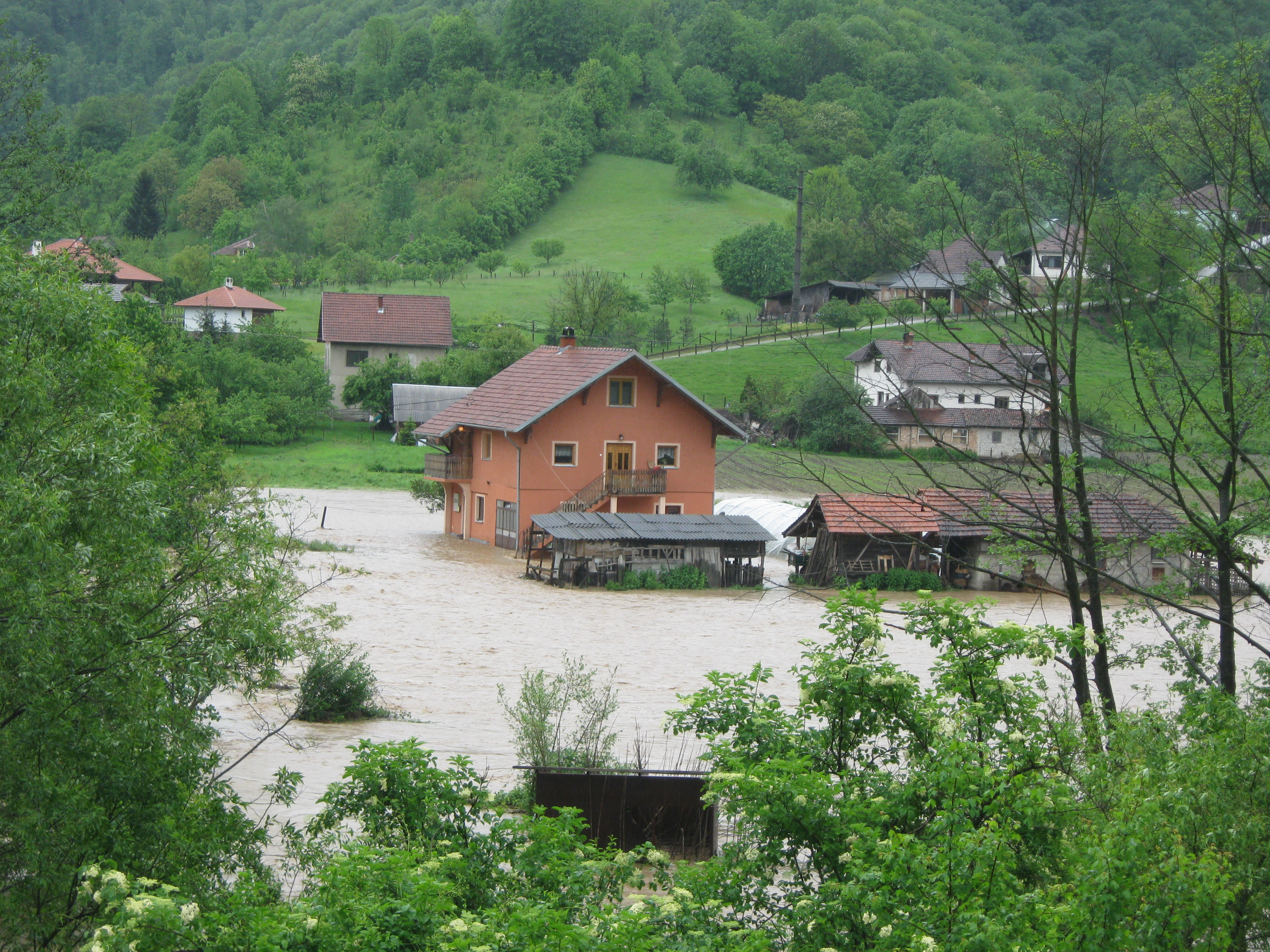
Überflutungen bei Gornji Milanovac, Mittelserbien, 15. Mai
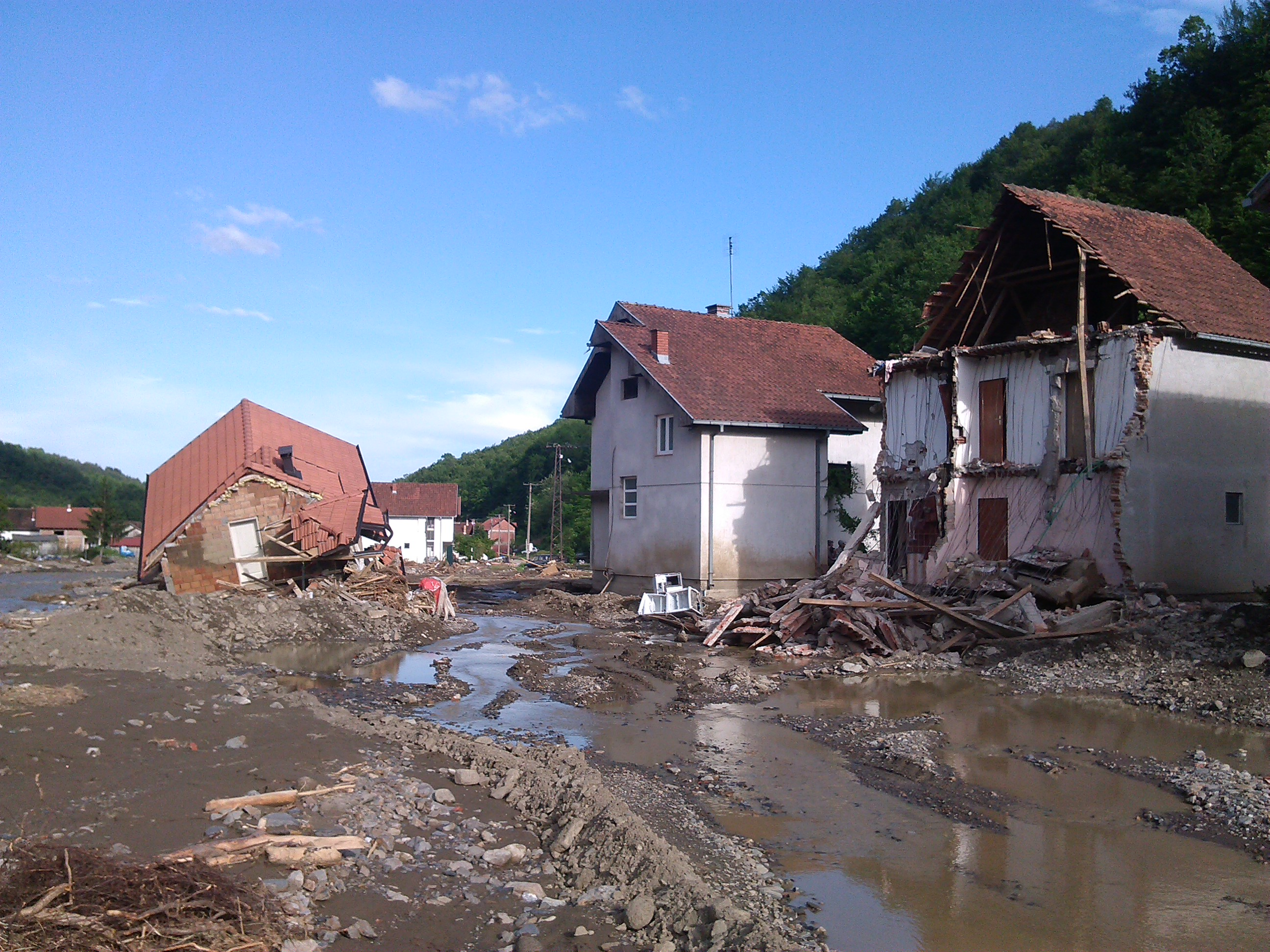
Krupanj, Westserbien

### Rumänien
Rumänien war besonders am 14. Mai von Gewitter, Sturm und Schlagregen, in den Folgetagen von Dauerregen betroffen. Überflutungen gab es besonders in den Kreisen Olt, Vâlcea und Mehedinți in der Walachei im Südwesten und Vrancea in der Moldauregion.
In Timișoara im Banat kam es zu Überschwemmungen durch Unwetter. In weiten Teilen des Landes wurden Sturm- und Hagelschäden gemeldet.
In der Walachei – in der Oltenia regnete es nach den ersten Wolkenbrüchen 67 mm/24 h – waren beispielsweise Dârvari, Gemeni und Nicolae Balcescu am Topolog isoliert.
In Buzău musste nach Erdrutsch ein Kloster evakuiert werden, mehrere Familien auch in Pietrari und in Telega (Kreis Prahova).
In der Moldaugegend waren Jitia, Vintileasca und Plopu von der Außenwelt abgeschnitten, auch Lămotești, Răstoaca und Gura Caliței wurden verwüstet.
Rumänien meldete eine tödlich verunglückte Person in Vrancea.

### Slowenien
In Slowenien führte hauptsächlich der Sturm am 14. und 15. Mai zu Schadenereignissen. In Rače-Fram, Lenart und Šentilj (Podravska) fiel für etwa 6000 Haushalte zeitweilig der Strom aus. Es kam auch zu Gebäudeschäden und Windwurf.

### Ungarn
Auch Ungarn hatte vornehmlich Sturmereignisse zu verzeichnen. 10.000e Menschen waren von Stromausfällen betroffen, besonders in Westungarn (Dél-Dunántúl, Észak-Dunántúl), davon allein 3000 in Zala, aber auch im Komitat Borsod-Abaúj-Zemplén im Nordosten oder in Bacs-Kiskun, Csongrád und Békéscsaba im Süden. Zu Windwurf kam es besonders im Komitat Somogy, Gebäudeschäden gab es in Budapest und Debrecen. Am Südufer des Balaton kam es zu einer schweren Sturmflut.

### Österreich
In Österreich war Donnerstag, den 15. Mai, hauptsächlich der Alpenostrand von Stürmen betroffen. Im Südburgenland (Bezirke Güssing und Oberwart) wurden mehrere Bäume entwurzelt. In der Steiermark waren im Raum Weiz und Schöckl – nördlich von Graz – 4000 Haushalte ohne Strom, vereinzelt wurden Häuser beschädigt. Auch in Kärnten und Osttirol kam es zu zahlreichen Feuerwehreinsätzen und zu Straßensperren.
Schon im Laufe der Nacht wurde aber die Hochwasserlage am Alpennordrand prekär. Schon in der Früh des 16. Mai herrschten im niederösterreichischen Mostviertel katastrophale Zustände (114 mm/24 h in Lilienfeld), das Pielachtal bei Frankenfels war von der Außenwelt abgeschnitten, am schwersten betroffen war eine Siedlung in Hofstetten-Grünau. Kritisch war die Lage auch an Traisen, Gölsen und Erlauf.
Mittags wurde in den Bezirken Lilienfeld und St. Pölten der Katastrophenzustand erklärt.
Auch im oberösterreichischen Steyr (Enns und Steyr) wurde die Hochwasserlage schon in der Früh kritisch, stabilisierte sich aber später.
Im Laufe des Tages weitete sich die Hochwasserlage aus, so an der Triesting, Piesting und Schwarza im Industrieviertel (Bezirk Wiener Neustadt). Es kam auch zu Murenabgängen. Das Schadensgebiet weitete sich auf die Bezirke Amstetten, Scheibbs, Melk und Neunkirchen aus.
Schwerpunkt war aber weiterhin das Traisengebiet, besonders betroffen war dann Rotheau, der Ort wurde in wenigen Minuten völlig überschwemmt, auch Schrambach, Traisen und St. Veit mussten umfangreich mit Sandsäcken gesichert werden.
In Oberösterreich weiteten sich die Hochwässer bis Gmunden im Traungebiet aus, blieben aber moderat.
Im Burgenland uferten Leitha, Wulka und Pinka aus.
Neben Niederösterreich war die Obersteiermark schwer betroffen, hier primär durch Verklausungen – etwa bei Eisenerz (Bezirk Leoben) und Kindberg (Bezirk Bruck-Mürzzuschlag) – und Vermurungen – etwa bei Weichselboden, Halltal, Walstern und Rasing (Bezirk Bruck-Mürzzuschlag).

### Slowakei
In der Slowakei richteten orkanartige Stürme und Dauerregen schwere Schäden an. Es kam zu einem Verkehrschaos, in der Region Banska Bystrica waren mehr als 50.000 Haushalte ab Donnerstag, den 15. Mai, ohne Strom. In Dlhoňa (Okres Svidník) ertrank ein Mensch.

### Tschechien
Hochwasser wurde am 16. Mai auch im Osten Tschechiens zum Problem. Angespannt war die Lage besonders an der Olše in Český Těšín.

### Polen
In Polen wurde bis zum Abend des Freitags, dem 16. Mai in 51 Bezirken im Südosten des Landes Hochwasseralarm gegeben, es kam auch zu Sturmschäden. Zahlreiche Verkehrsverbindungen waren gesperrt, mehr als 60.000 Haushalte waren ohne Strom.
Hier waren zwei Todesopfer zu verzeichnen (Warschau, Dębica).